# ブシロードメディア
株式会社ブシロードメディア（英: BUSHIROAD MEDIA Inc.）は、かつて存在した日本の出版社。ブシロードグループに属していた。

## 概要
出版編集事業を主な事業として月刊ブシロードをはじめ、ブシロードの書籍の編集、発行を行っていた（発売はKADOKAWAに委託。以前は、編集のみ担当で発行はブシロードであった）。

### 略歴
2009年3月6日、東京都中野区東中野4-6-2 和興東中野ビル5階に資本金500万円で株式会社響として設立（その後増資、本社所在地はブシロードグループ全体で現在地に移転している）。
株式会社ブシロードのスピンアウトカンパニーである旨が響 - HiBiKi Radio Station -のホームページのプレオープン時に明記されていた。設立当時の住所は同社の同じビルの別フロアで、ラジオ収録などに使われるスタジオがあり、落成式も行われた。インターネットラジオ事業、イベント事業、キャラクターグッズ事業、声優プロダクション事業、音楽出版事業を展開した。
2012年10月にブシロードグループの新会社、株式会社響ミュージック（現 ブシロードミュージック）が設立され、事業の多くを響ミュージックに移管、響の事業は声優プロダクション事業と音楽出版事業が中心となる。
その後、広告代理店事業が主体となり、2013年6月1日に株式会社ブシロードメディアに商号を変更、「響」の名称は声優プロダクションの名として残したが、2015年には、声優プロダクション響もブシロードミュージックに移管され、旧社名に由来する創業時からの響ブランドの事業からは全て撤退した。
ちなみに2016年9月29日、新たに2代目となる株式会社響が設立され、現在も残っている響ブランドの事業（響 - HiBiKi Radio Station -・声優事務所響）がブシロードミュージックから移管された（後述の通り、2020年2月現在、2代目の響も商号変更）。
2020年2月1日付で、広告代理店事業（テレビ番組制作などを含む）を吸収分割で2代目だった株式会社響（同日付で株式会社ブシロードムーブに商号変更）に承継、以後は出版編集業務に特化することとなる。
2022年7月1日付でブシロードクリエイティブへ吸収合併され、ブシロードメディアは解散した。

### かつて展開していた事業
- 株式会社ブシロードムーブ（元2代目株式会社響）承継
  - 音響制作
  - インターネットラジオ（響 - HiBiKi Radio Station -）
  - 芸能マネジメント（声優事務所 響 - HiBiKi -）
  - 広告代理店
  - テレビ番組制作
  - イベント制作
- 株式会社ブシロードミュージック・パブリッシング承継
  - 音楽出版
- 株式会社ブシロードクリエイティブ承継
  - キャラクターグッズ製作
  - ECサイト（ただしサイト・ブランド等は新製されている）
  - 書籍の編集出版
  - 声優のトレーディングカードコレクションVoice Actor Card Collectionシリーズの企画発売

### 歴代代表取締役社長
（初代）株式会社響
- 小原正司
- 源田雅巳

株式会社ブシロードメディア
- 源田雅巳
- 戸塚恵一
- 木谷高明（ブシロードグループ設立者）
- 奥村圭作（クロノギアクリエイティヴから転籍）
- 安田猛（KADOKAWAグループより転籍）
- 成田耕祐（MD部門ブシロードクリエイティブ社長兼任）

## Voice Actor Card Collection
女性声優のトレーディングカードを企画していた。専用バインダーも同時発売している。VOL.01〜08、EX VOL.01〜02まではメイキングDVD付きも発売していた。
※ ここでは、ブシロードメディアへ合併後の発売商品についても記載する。
- VOL.01 三森すずこ 『ぎゅぎゅっとみもりん』（2017年4月30日）
月刊ブシロードとB.L.T.編集部／B.L.T. VOICE GIRLS編集部が完全タッグ
- VOL.02 愛美＆尾崎由香 feat.戸山姉妹 『あいみんとおざぴゅあ』（2018/7/27）
月刊ブシロードとB.L.T.編集部／B.L.T. VOICE GIRLS編集部が完全タッグ
- VOL.03 小倉唯 『Yuica もしも小倉 唯がカードになったら』（2019年3月14日）
ブシロードメディア×B.L.T/B.L.T VOICE GIRLS編集部×KING RECORDS 完全協力
- VOL.04 前島亜美 feat.丸山 彩『コレクト＊あみた』（2020年1月27日）
ブシロードメディア×B.L.T/B.L.T VOICE GIRLS編集部×エイベックス・マネジメント 完全協力
- VOL.05 伊藤美来 feat.弦巻 こころ『みっくす みっく』（2020年10月12日）
当商品以降、「タッグ」・「協力」など連携企業に関する文章が記載されなくなり、声優グランプリにPRカードが付録されるようになった。
- VOL.06 上坂すみれ『すみぺあつめ』（2021年3月12日）
- VOL.07 伊藤彩沙『きせかえ♡あやさちゃん』（2021年10月15日）
- VOL.08 高野麻里佳『まりんか日和』（2022年2月22日）
- VOL.09 進藤あまね『アオハルあまねす』（2022年4月20日）
- VOL.10 和氣あず未『あじゅちぇんじ！』（2022年9月8日）
- VOL.11 中島由貴『ゆきいろ』（2023年6月25日）
- VOL.12 紡木吏佐『#26hours』（2023年9月26日）
- VOL.13 進藤あまね『あまねすモード』（2024年4月20日）
- VOL.14 小倉唯『YuicaII〜もしも小倉唯がタイムリープしたら〜』（2024年10月11日）
- VOL.15 高野麻里佳『まりんか日和2』（2025年2月22日）
- VOL.16 月音こな『こなといっしょ』（2025年5月23日）

EXシリーズ
- EX VOL.01 Roselia『Edel Rose』（2021年4月23日）
- EX VOL.02 i☆Ris『i☆Style』（2021年11月7日）
- EX VOL.03 Roselia『Edel RoseII』（2022年5月21日）
- EX VOL.04 RAISE A SUILEN『UNLEASH!!』（2022年9月22日）
- EX VOL.05 Morfonica『Espressivo』（2023年2月27日）
- EX VOL.06 チームY『わいコレ！〜チームYがトレカになってみた〜』（2023年6月10日）

miniシリーズ
- mini VOL.01 舞台「アサルトリリィ Lost Memories」（2022年7月17日）

## 声優カプセル部
Voice Actor Card Collection から派生する形で誕生したカプセルトイレーベル。
ただしトレーディングカードと違い、声優自身が主役ではなく「声優がプロデュースした商品」であり、
基本的に商品には声優本人の顔写真などは使われておらず、名前のみが記載される形となっている。
- 第1弾 上坂すみれプロデュース 『あちらのお客様からです』（2021年10月発売）

## 制作に関与したアニメ作品
基本的には、ブシロードグループの作品であれば何らかの関与はしているが、広告代理店業・出版業の立場を生かして、ブシロード・ブシロードミュージックが制作に関与していない作品にも単独で関与し、月刊ブシロードでの連載や月刊ブシロードTVでの特集が組まれる場合などがある（後にChaosTCGなどの関連商品がブシロードよりリリースされる場合もある）。
ここでは、ブシロードメディアの社名がクレジットされたアニメ作品を一覧にする。
- まじもじるるも（製作委員会出資）
  - 「響」から三森すずこが主人公るるも役で主演、主題歌担当。
- えとたま（企画協力）
  - 「響」から佐々木未来がピヨたん役で出演。
- 終わりのセラフ（プロデュース協力）
- コメット・ルシファー（宣伝協力、ブシロードが製作委員会出資）
  - 月刊ブシロードにてスピンオフコミック「こめ☆るし」が連載。
  - 「響」から三森すずこがマルヴィナ・アニアンス役で出演。
- ラクエンロジック（宣伝協力、ブシロードが製作委員会出資）
  - ブシロードグループとバンダイナムコグループの新しいメディアミックスプロジェクトのアニメ作品。
- 劇場版 探偵オペラ ミルキィホームズ 〜逆襲のミルキィホームズ〜（ブシロード・ブシロードミュージックと共に製作委員会出資）
  - ブシロードグループを代表するメディアミックスプロジェクトの一つ（Project MILKY HOLMES）であり、元々ブシロードメディアとも関係が深い。
- BanG Dream!（放送協力、ブシロード・ブシロードミュージックが製作委員会出資）
  - ブシロードグループでProject MILKY HOLMESに次ぐライブエンターテイメント系メディアミックスプロジェクトのアニメ版。アニメ放送に先駆けて放送していた特番の制作も担当。